# Саприя гималайская
Саприя гималайская (лат. Sapria himalayana) — вид многолетних паразитических растений рода Саприя (Sapria), семейства Раффлезиевые (Раффлезиевые).   
Растение полностью зависят от своего растительного хозяина для получения всех необходимых углеродных и азотистых соединений, а также для обеспечения себя водой, питательными веществами и продуктами фотосинтеза. Они достигают этого путем использования особых вегетативных структур, называемых гаусториями, которые проникают в ткани корня хозяйского растения, включая его ксилему и флоэму.  

## Описание
Цветки имеют диаметр около 20 см, ярко-красного цвета с серо-желтыми пятнами. Они располагаются над поверхностью земли и излучают неприятный запах. Бутоны цветков шаровидные и имеют белые и розовые обертки. Цветонос короткий, прямой и не разветвленный. Цветение происходит в течение 2-3 дней, после чего медленно открывается, становится темным и, в конечном итоге, разлагается. Плоды большие и имеют околоцветник. Семена большие, имеют темно-коричневый цвет.

Цветок испускает неприятный запах, что может указывать на наличие опылителей вблизи. Предполагается, что мухи выполняют опыление этих растений, а грызуны помогают распространять семена. Однако точные модели опыления и распространения семян, а также участвующие в этом процессе агенты еще не были полностью изучены и задокументированы.

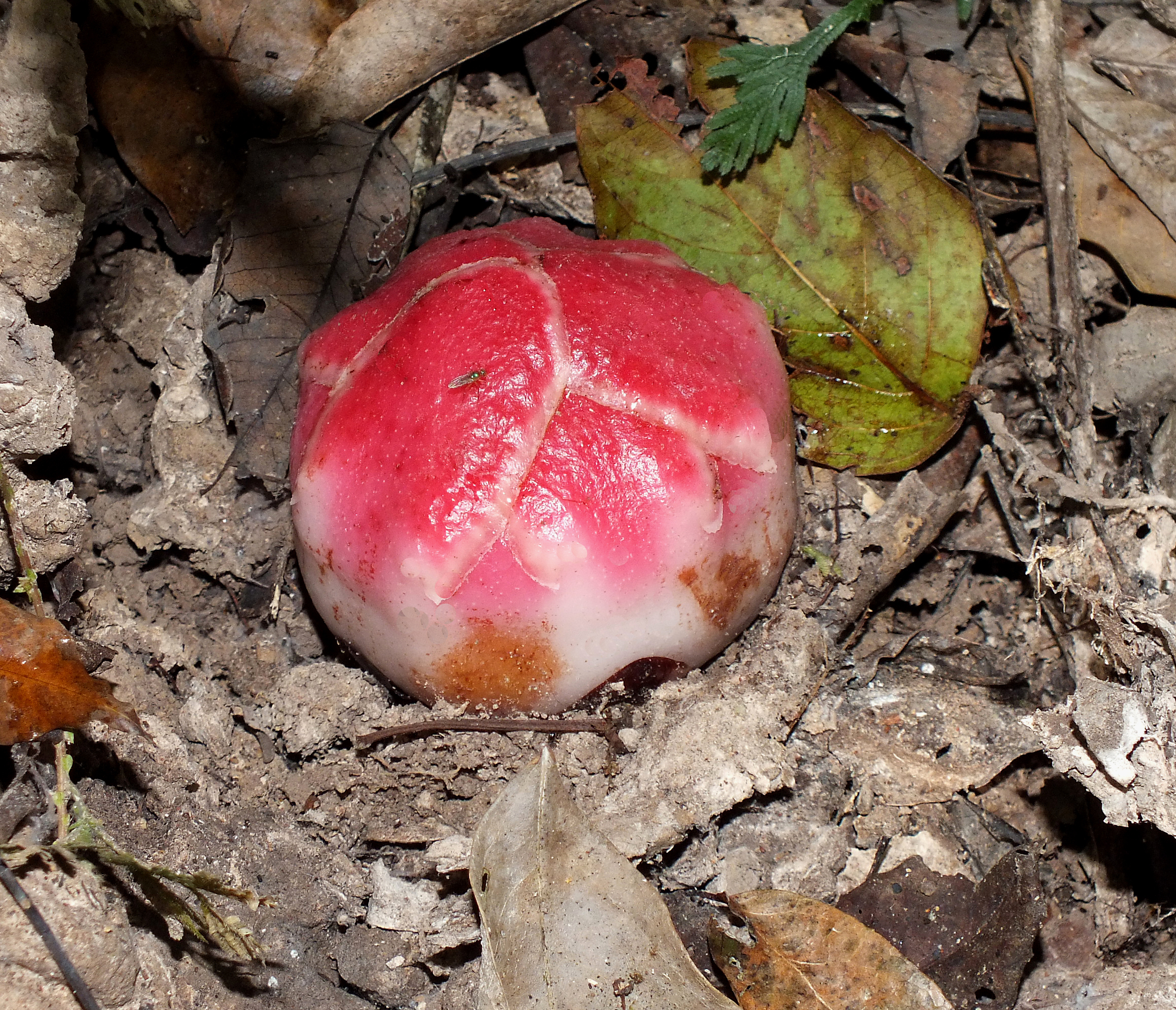
Бутон
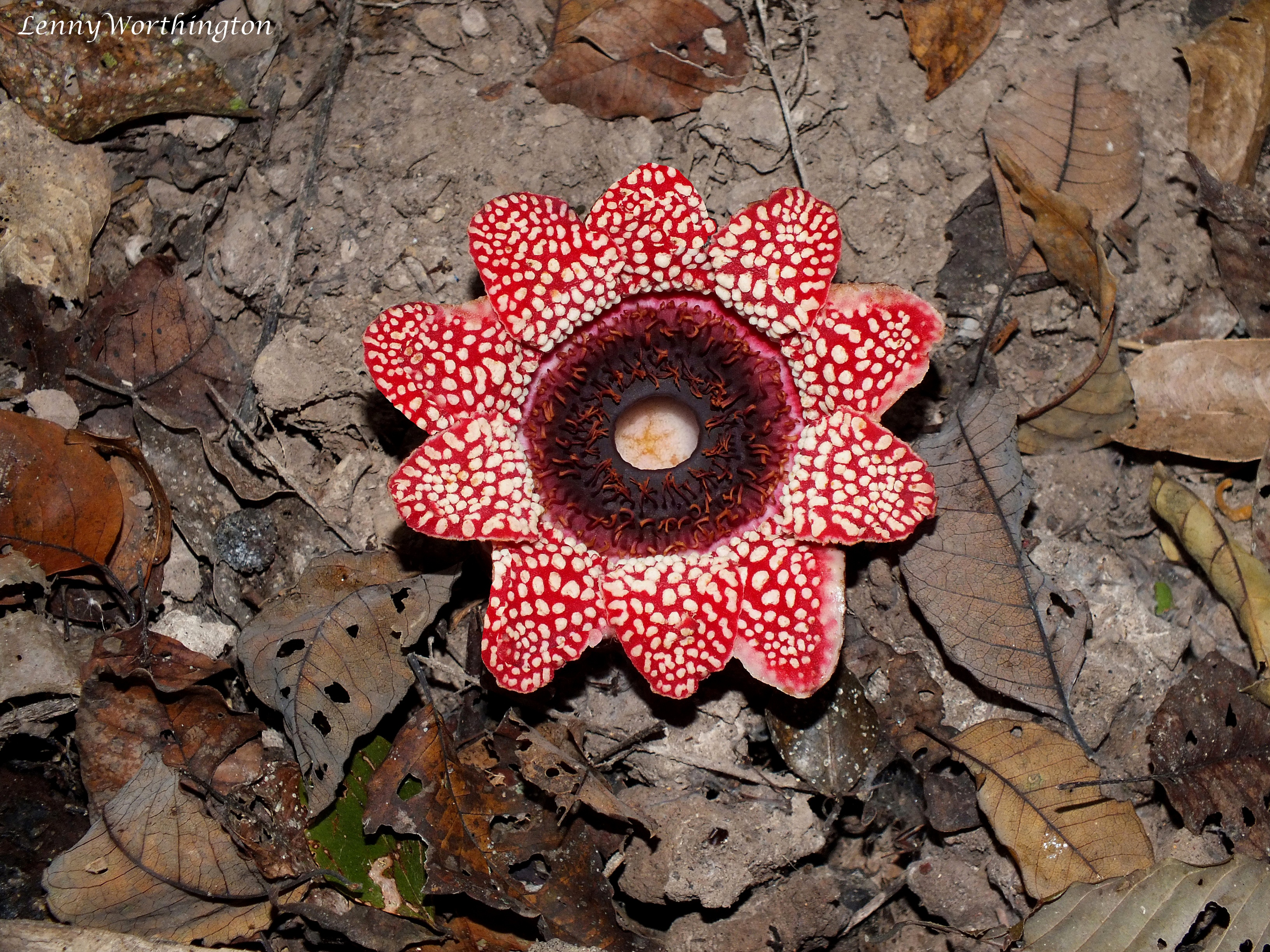
Распустившийся цветок

## Распространение
Природный ареал — Индия (Ассам), Южно-Центральный Китай, Восточные Гималаи, Мьянма, Таиланд, Тибет, Вьетнам. Произрастает в основном в субтропическом биоме.

## Таксономия
Sapria himalayana Griff., первое упоминание в Proc. Linn. Soc. London 1: 217 (1844).

### Синонимы
Гомотипные (основанные на одном и том же номенклатурном типе):
- Sapria griffithiana R.Br. (1844), nom. superfl.

### Формы
Подтвержденные формы по данным сайта Plants of the World Online на 2023 год:
- Sapria himalayana f. albovinosa Bänziger & B.Hansen
- Sapria himalayana f. himalayana

## Охранный статус
Растение находится на грани исчезновения из-за постоянного вмешательства человека в природную лесную среду. Из-за своего уязвимого статуса, оно было включено в Красную книгу Ботанической службы Индии в категорию растений, находящихся под угрозой исчезновения.